# Класична економічна теорія
Класична економічна теорія — напрям в економічній теорії, заснований Адамом Смітом і розвинений Томасом Мальтусом, Давидом Рікардо, Жаном-Батістом Сеєм і Джоном Стюартом Міллем. У класичній економічній теорії економіка здатна до саморегулювання й повного використання своїх ресурсів, а будь-яке виробництво організовується для того, щоб збільшити споживання тощо. 
В основі будь-якої макроекономічної теорії лежить питання про те, за допомогою яких механізмів в економіці забезпечується повна зайнятість, тобто повне використання наявних ресурсів. Це може забезпечувати ринковий механізм самостійно або поряд з ним відповідну регулювальну роль має виконувати держава. Це питання є центральним і для класичної теорії[джерело не вказане 2081 день].
Прихильники класичної теорії вважають, що ринковий механізм здатний автоматично забезпечувати повну зайнятість без державного втручання в економіку, тобто повна зайнятість є нормою для економіки з ринковими відносинами. Вони визнають, що інколи на економіку можуть негативно впливати зовнішні чинники, такі як війни, політичні перевороти, посуха, біржові крахи тощо, які тимчасово виводять її зі стану повної зайнятості. Проте здатність ринку до автоматичного саморегулювання є достатньою, щоб через деякий час знову відновити в економіці такий рівень виробництва, який відповідає умовам повної зайнятості. Це означає, що можливий відхід економіки від стану повної зайнятості, на думку представників класичної теорії, є не внутрішнім продуктом ринкової економіки, а лише результатом впливу на неї зовнішніх обставин.
Згідно з класичною теорією механізм ринкового саморегулювання економіки складається з декількох елементів. Перший — ситуація, коли величина сукупних витрат буде недостатньою для виробництва потенційного ВВП, є малоймовірна. Якщо навіть сукупні витрати за будь-яких обставин зменшаться порівняно з потенційною величиною, то досить швидко такі важелі ринкового регулювання як ціна та зарплата примусять економічних суб'єктів збільшити сукупні витрати до потенційної величини.
Прихильники класичної теорії визнають дестабілізаціний уплив заощаджень на рівновагу між доходами й витратами. Проте, на їхню думку, ця обставина не вимагає державного втручання в економіку. Ринковий механізм здатний самостійно й досить швидко ліквідувати цей дисбаланс через взаємодію між товарним та грошовим ринками. У цьому полягає суть другого елементу класичної теорії про ринкове саморегулювання. Та частка доходів, яка спрямовується на заощадження, знову повертається на товарний ринок у вигляді інвестицій. Інвестиційні витрати підприємців компенсують ті вилучення із потоку "доходи — витрати", які відбуваються в формі заощаджень. Отже, якщо підприємці будуть інвестувати в економіку стільки ж, скільки домогосподарства мають намір заощаджувати, то закон Сея буде діяти й відповідність між доходами та витратами не буде порушена.
Необхідною умовою для досягнення відповідності між доходами та витратами в економіці є баланс між заощадженнями та інвестиціями. Згідно з класичною теорією ця умова забезпечується грошовим ринком через коливання відсоткової ставки під упливом попиту й пропозиції на цьому ринку. Суб'єктами грошового ринку є, з одного боку, домогосподарства як власники заощаджених грошей, з іншого — підприємці, які пред'являють попит на ці гроші з метою інвестування економіки. Рівновага між величиною запропонованих грошей і попитом на них досягається відсотковою ставкою.
Якщо запропонований обсяг заощаджених грошей перевищує попит на них з боку інвесторів або зменшується порівняно з ним, то відсоткова ставка знижується або піднімається й завдяки цьому врівноважує їх між собою. Це означає, що рівноважна відсоткова ставка вирівнює заощадження та інвестиції автоматично. За цих умов необхідність державного втручання в економіку не виникає.
Класики допускають тимчасове перевищення заощаджень порівняно з інвестиціями, що може викликати тимчасове відхилення сукупних витрат від потенційної величини. Але таке відхилення, на їхню думку, необов'язково викличе падіння виробництва порівняно з потенційним рівнем, оскільки крім грошового ринку, велику регулювальну роль виконують ціни та зарплата.
Регулювальний потенціал цін і зарплати складає суть третього елементу класичної теорії про ринкове саморегулювання. Його суть полягає в тому, що обсяг сукупної продукції, яку можуть реалізувати її виробники, залежить не лише від величини сукупних витрат, а й від рівня товарних цін. Це означає, що навіть тоді, коли відсоткова ставка за будь-якої причини нездатна привести у відповідність заощадження домогосподарств та інвестиції підприємств, падіння сукупних витрат буде компенсоване пропорційним зниженням цін. Отже, якщо домогосподарства тимчасово заощадили більше, ніж підприємці мають намір інвестувати, то викликане цим зменшення сукупних витрат не приведе до тривалого скорочення реальних обсягів виробництва, оскільки ціни знизилися пропорційно зменшенню цих витрат.
Згідно з класичною теорією здатність економіки до цінового саморегулювання забезпечується конкуренцією між продавцями, яка породжує високу еластичність цін стосовно попиту. Оскільки падіння попиту на продукцію стає загальним, виробники під упливом конкуренції змушені знижувати ціни, щоб уникнути затоварювання. Отже, поява надмірних заощаджень викликає зниження цін, які збільшують реальну величину сукупних витрат і відновлюють сукупний попит на рівні повної зайнятості. Тому заощадження викликають зниження цін, а не зменшення обсягів виробництва і зайнятості.
Зниження товарних цін за інших незмінних умов може зменшити прибутковість виробництва товарів, що може стримати виробників від бажання збільшувати пропозицію до потенційного рівня. Але згідно з класичною теорією цього не відбудеться, оскільки падіння сукупного попиту викличе скорочення попиту на ресурси, і насамперед на робочу силу. Це викличе зниження цін на ресурси, у тому числі падіння заробітної плати. Конкуренція на ринку праці між робітниками примусить їх найматися на роботу за нижчими ставками заробітної плати, що знизить середні витрати й відновить нормальний рівень прибутку.
Отже, зниження товарних цін, доповнене зниженням ресурсових цін, відновить виробництво товарів на потенційному рівні та забезпечить повну зайнятість. Єдиним наслідком цього відновлення будуть нижчі товарні та ресурсові ціни.
Підсумовуючи, можна стверджувати, що згідно з класичною теорією механізм відсоткової ставки, гнучких товарних і ресурсових цін надає ринку здатність автоматично підтримувати повну зайнятість в економіці. За цих умов виключається необхідність втручання держави в економіку, тобто найраціональнішою має бути політика державного невтручання.

## Класична дихотомія і нейтральність грошей
Теоретичний поділ величин на номінальні (грошові) і реальні, що припускає незалежну динаміку реальних і грошових показників.
Людвіг фон Мізес про роль грошей у ринковому обміні:
| | Елементарна теорія цінності і ціни застосовує, ..., поняття ринку, на якому усі угоди здійснюються у результаті прямого обміну. Грошей не існує, товарі і послуги обмінюються безпосередньо на інші товари і послуги. Ця ідеальна конструкція є необхідною. Можна знехтувати проміжною роллю грошей для того, щоб зрозуміти: у підсумку завжди відбувається обмін економічними благами першого порядку. Але при цьому завжди слід стерегтися ілюзії, яку легко може породити поняття ринку з прямими обміном. Хибне припущення, що засіб обміну є лише нейтральним фактором, саме зобов'язане своїм походженням й стійкістю неправильній інтерпретації даної ідеальної конструкції. У відповідності до цієї думки єдина різниця між прямими і непрямим обміном полягає у тому, що для останнього використовується засіб обміну. Стверджується, що введення грошей до угоди не чинить впливу на основні особливості ділового життя. При цьому ігнорується той факт, що історії відомі випадки, коли різкі зміни у купівельній спроможності грошей розхитували усю систему обміну. Однак вважається, що ці виключні факти спричинені невідповідною політикою регулювання. |
| — Людвіг фон МІзес, Людська діяльність: трактат з економічної теорії. XI. Визначення цінності без розрахунку | |

## Розвиток класичної теорії
Людвіг фон Мізес, описуючи значення і розвиток економічних знань, дає таку оцінку ролі класичної теорії: "З політичної економії класичної школи виникла загальна теорія людської діяльності - праксеологія". "Трансформацію учення, яке започаткували економісти класичної школи, була завершена тільки сучасною суб'єктивною економічною теорією, яка перетворила теорію ринкових цін у загальну теорію людського вибору".